# Máy đo từ lượng tử
Máy đo từ lượng tử, còn gọi là Máy đo từ kiểu bơm quang học (Optically Pumped Magnetometer), là loại máy đo từ hoạt động dựa trên quan sát hiện tượng phân tách mức năng lượng lượng tử của điện tử trong trường hạt nhân khi có từ trường ngoài T. Các nguyên tố nhạy thường dùng là Cesi, Rubidi, Kali, Heli nên thường gọi theo tên nguyên tố sử dụng, ví dụ Máy đo từ Cesium.

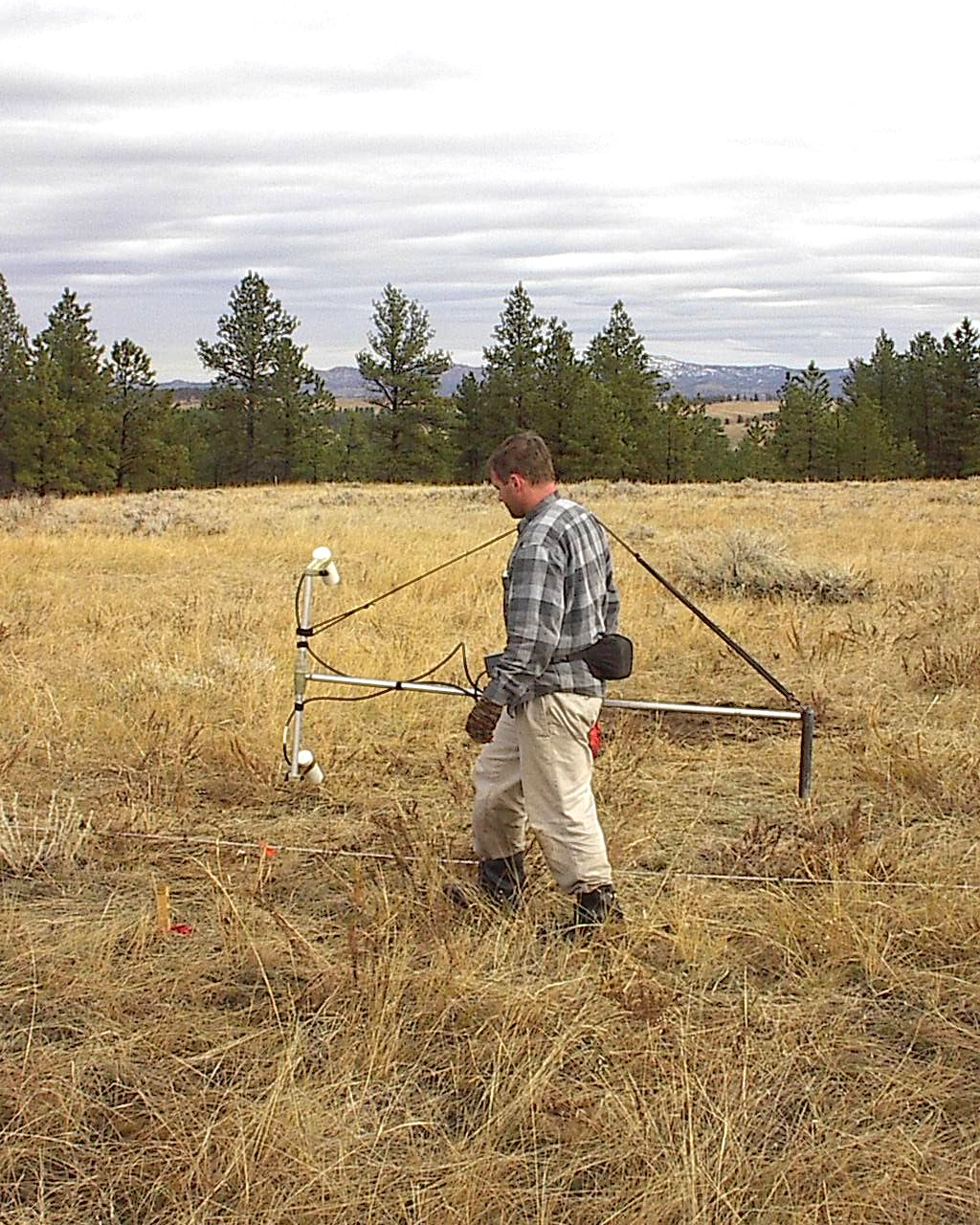
Đo từ đường bộ kiểu gradient thẳng đứng bằng máy đo từ Geometrics Cesium G-858 hai đầu thu tại một vị trí khảo cổ tại Montana, USA.

Máy có độ nhạy dưới 0,001 nT, một kỳ đo dài cỡ 0,3 sec. Máy được sử dụng trong khảo sát địa vật lý trên các thiết bị vũ trụ, trên máy bay, tàu biển và cho đo đường bộ, phục vụ nghiên cứu Vật lý Địa cầu và Địa vật lý thăm dò.

## Nguyên lý hoạt động
Việc quan sát hiện tượng phân tách mức thuận lợi nhất khi dùng đơn chất của nguyên tố hóa học có một electron hóa trị ở lớp ngoài cùng, tức là các kim loại kiềm. Sau đây mô tả với Cesium Cs133.
Bình thường, nguyên tử ở trạng thái cơ bản, electron hóa trị ở mức năng lượng thấp nhất là mức 1s. Khi kích thích bằng đốt nóng hoặc bằng chiếu sáng với photon có năng lượng cao hơn, một lượng nào đó các nguyên tử sẽ bị kích thích, có điện tử chuyển dời lên các mức năng lượng cao hơn, như 2p (Hình a).
Khi có trường từ ngoài T≠0, mức năng lượng cao bị tách thành các mức con, gọi là mức Zeeman. Mức 2p tách thành 2 mức con là 2p1 và 2p2, với chênh lệch năng lượng giữa hai mức con này tỷ lệ với trị tuyệt đối của từ trường |T| (Hình b).
Cũng theo cơ học lượng tử, chuyển dời 2p2→2p1 là chuyển dời được phép, và sẽ phát ra một photon có tần số fp = K|T|, với K là Hệ số tỷ lệ. Sau đó là chuyển dời 2p1→1s, phát ra ánh sáng.

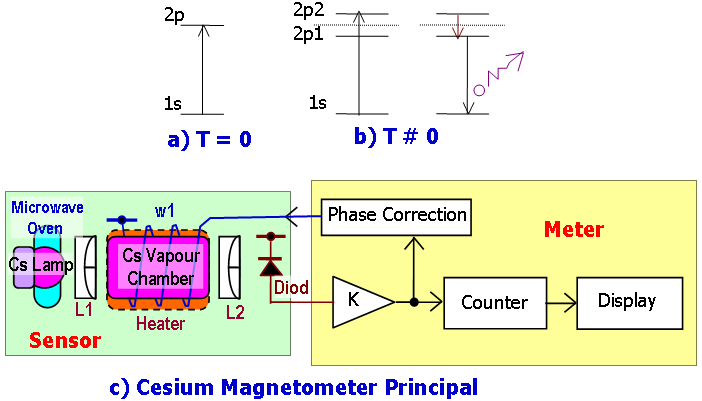
Nguyên lý hoạt động của máy đo từ lượng tử

Hệ số của Cs133 là K ≈ 3,5 Hz/nT. Khi trường từ |T| = 40 000 nT thì fp ≈ 140000 Hz.
Để thu được sóng điện từ này, phải thực hiện cưỡng bức nhiều nguyên tử Cs133 kích thích và chuyển dời đồng bộ với nhau.

## Cách thức chế tạo
Dựa theo nguyên lý này, máy đo từ Cs133 được chế tạo và hoạt động như sau (Hình c):
Cảm biến làm việc (sensor) là buồng hơi chứa Cs133 (Vapour chamber) được nung bằng Lò sấy (Heater) thành hơi, làm các nguyên tử Cs ở gần trạng thái kích thích.
Phía đầu buồng là một đèn hơi Cs Lamp, nung sáng bằng vòng dây nung cao tần (Microwave oven), phát ra photon là ánh sáng tím, có năng lượng đúng bằng năng lượng cần cho kích thích nguyên tử Cs133 trong buồng hơi lên các trạng thái 2p1 và 2p2. Thấu kính L1 có tấm phân cực lọc cho qua phần ánh sáng 1s→2p2 và hướng các tia sáng đi dọc buồng, làm các nguyên tử Cs được kích thích chọn lọc lên trạng thái 2p2. Đây là lý do máy được gọi là "bơm quang học".
Sự mất cân đối số lượng nguyên tử ở trạng thái 2p2 và 2p1 dẫn đến hấp thụ ánh sáng giảm, đồng thời kích thích chuyển dời 2p2→2p1. Thấu kính L2 hội tụ tia sáng lên diode cảm quang, cảm nhận mức ánh sáng bị buồng hơi hấp thụ.
Tín hiệu từ diode được đưa tới Khuếch đại. Sau đó đưa tới khối Chỉnh pha (Phase Correction), từ đó cấp tới cuộn kích thích w1 quấn quanh buồng hơi, làm đồng bộ các dịch chuyển có ích, dẫn tới giải phóng trạng thái 2p2 và tăng hấp thụ ánh sáng. Tín hiệu cũng được đưa tới mạch Đếm xung (Count), chuyển đổi ra giá trị trường, rồi Hiện kết quả và lưu giữ.
Thể tích làm việc của sensor nhỏ, cỡ vài cm3, nên máy có thể đo được từ trường ở nơi có gradient tương đối lớn.
Thiết kế như vậy thích hợp cho đo liên tiếp giá trị trường. Nó cần quá trình sấy máy trước khi làm việc. Trong đo đường bộ nó kém cạnh tranh với Máy đo từ proton, vì mức tiêu thụ nguồn cao và khó bảo trì. Để đèn hơi Cs133 phát ánh sáng đủ mạnh, thì mạch tạo vi sóng cỡ trăm Mhz bằng transistor siêu cao tần phải được chỉnh cộng hưởng với vòng dây nung (có thể bị bỏng vi sóng nếu thao tác sai). Các va đập và hơi ẩm thường làm sai lệch cộng hưởng hoặc/và làm hỏng mạch này.